# Вербицький Тимофій Олександрович

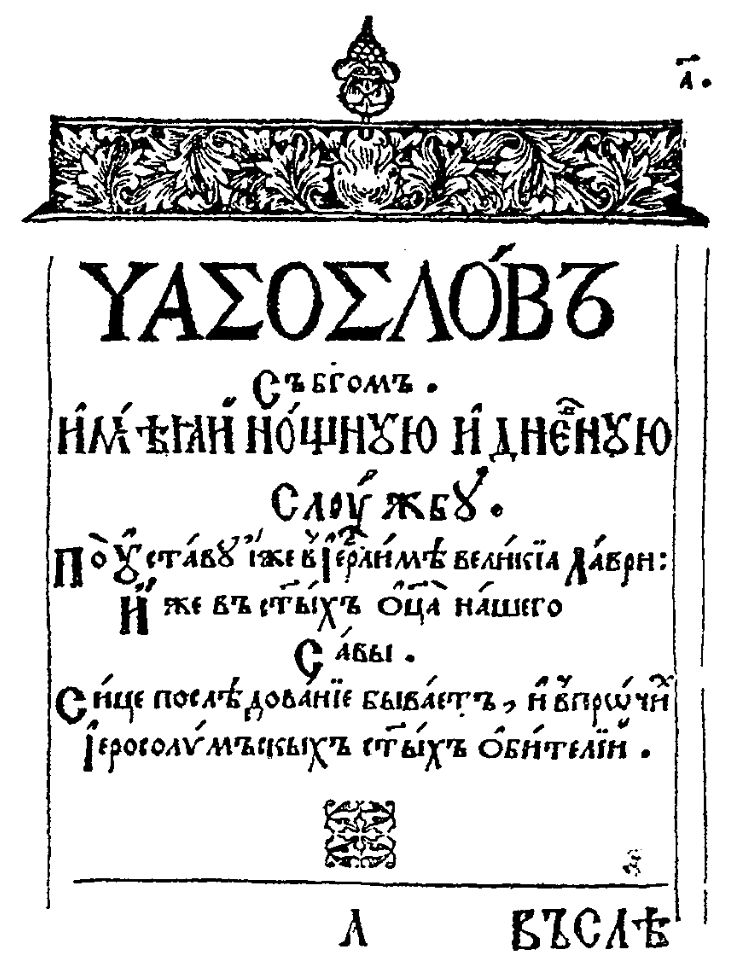
«Часослов» (1626)

Вербицький, Тимофій Олександрович (*д/н — †після 1642) — український видавець та друкар.

## Життєпис
Про місце народження та родину Вербицького мало відомостей. Замолоду прийшов на Запорізьку січ. Деякий час мешкав тут, беручи участь у походах козаків. Згодом стає реєстровим козаком. 1618 року перебував у Львові, де знайомиться з Кирилом Транквіліоном-Ставровецьким, бере участь у надрукування «Зерцала богословія». 1619 року у Рохамнові, маєтку Раїни Вишневецької видає іншу книгу Транквіліона — «Євангеліє учительне». 1620 року переїздить до Києва. Тут опановує друкарську справу. 1621 року наймається до друкарні Київо-Печерської лаври, працює разом з іншими відомими друкарями Степаном Бериндою та Тимофієм Пéтровичем. Тут у 1623 році він надрукував «Бесіди на 14 послань апостола Павла», де на 3200-м стовпці наводиться історія друкування цієї книги, а Вербицького названо «майстером художньості друкарської».
Тимофій Вербицький був досить досвідченим та кваліфікованим друкарем. Тому він вирішив створити власну друкарню. 1 вересня 1624 за 200 литовських кип купує садибу на Подолі у запорожця Йосипа Путівльця. Того ж року, при підтримці митрополита Йова Борецького, він відкриває у Києві першу приватну друкарню. Вона розташовувалася на Подолі, неподалік Спаської церкви.
В 1625 році Тимофій Вербицький вирушив до Острогу з наміром придбати залишки Острозької слов'янської друкарні. Однак, 16 квітня того ж року, відразу після його прибуття, по місту почала ширитися інформація про його прибуття як запорожця та друкаря "схизматських" книг. Унаслідок цього, Вербицький став жертвою нападу польського шляхтича Лаврентія Бучайського та його загону, був побитий та відісланий до в'язниці Ганни-Алоїзи Ходкевич. Там він провів декілька днів, доки не був визволений завдяки втручанню православної громади.
По поверненню до Києва того ж року видає «Часослов» з присвятою Йову Борецькому. 1626 року друкарня Вербицького випускає друге видання «Часослову». 1627 року друкується «Буквар». Вслід за цим 13 серпня 1628 році Тимофій Вербицький випускає «Псалтир».
У 1628 році Вербицький допомагає Спиридонові Соболю відкрити другу приватну друкарню. В цей час авторитет Вербицького серед київських друкарів стає незаперечним. Він товаришує з архімандритом Петром Могилою. За його дорученням тимчасово закриває власну друкарню й вирушає до Волощини допомогти господарю Матею Басарабу у налогодженні друкарської справи. Він відкриває у Кимполунзі друкарню, де друкувалися видання волоською мовою. 1635 року виходить з друку перше видання — «Требник». Друкарський канон, започаткований Тимофієм Вербицьким, був основним для усіх наступних волоських та молдавських книг до XVII сторіччя. Матеріали, що привіз з собою Вербицький використовувалися у виданнях Говорського, Дельського монастирів, друкарні у Тирговіште. Крім того, за допомоги Вербицького дошки рохмановського Євангелія учительного потрапляють до Ясс, столиці Молдавії.
Наприкінці 1630-х років Вербицький повертається до Києва, де отримує 400 злотих, які йому заповів Йов Борецький. Остання згадка про нього датується 1642 роком, коли він працював у друкарні Києво-Печерської лаври. Ймовірно брав участь у виданні «Требника» Петра Могили у 1646 році.